# Archita
(Cicerone, De senectute, XII, 41)
Archita (in greco antico: Ἀρχύτας?, Archýtas; Taranto, 428 a.C. – Matinum, 360 a.C.) è stato un filosofo, matematico e politico greco antico.
Appartenente alla "seconda generazione" della scuola pitagorica, ne incarnò i massimi principi secondo l'insegnamento dei suoi maestri Filolao (470 a.C.-390 a.C./380 a.C.) ed Eurito (V secolo a.C.). È considerato il creatore della meccanica razionale e il fondatore della meccanica.

## Biografia
Figlio di Mesarco (o di Estieo o di Mnesagora, a seconda delle fonti), nacque a Taranto, città della quale fu "stratego massimo" nella prima metà del IV secolo a.C. proprio nel periodo in cui la città raggiungeva l'apice del suo sviluppo economico, politico e culturale.
Archita condusse una vita austera, improntata a uno stretto autocontrollo nel rispetto delle rigide regole della setta pitagorica, ma non priva di umana socievolezza: racconta Eliano che spesso quello s'intratteneva a scherzare con i figli dei suoi schiavi e con questi stessi non disdegnava di sedere assieme a banchetto.

### La politica
Abile uomo politico, si tramanda che fosse stato nominato per sette volte stratego (στρατηγός, strategòs) della città-stato di Taranto riuscendo ad essere un condottiero sempre vittorioso nelle sue battaglie. Probabilmente fu anche stratego "autocrate" (αὐτοκράτωρ, autocrator) della Lega italiota, ricostituitasi dopo la morte di Dionisio I di Siracusa, e che ebbe come sede Eraclea sotto l'effettivo controllo di Taranto.
Non si sa se, nonostante il divieto della costituzione cittadina, fosse stato nominato consecutivamente; i suoi mandati  vengono datati tra il II e il III viaggio (367-361) di Platone, quindi potrebbero essere stati ricoperti anche uno di seguito all'altro.
Attuò una politica di sviluppo che portò Taranto a diventare la metropoli più ricca e importante della Magna Grecia. Con l'edificazione di monumenti, templi e edifici diede nuovo lustro alla città. Potenziò il commercio stringendo relazioni con altri centri, come l'Istria, la Grecia, l'Africa.
Durante il suo governo, si dedicò allo sviluppo dell'economia favorendo l'agricoltura e insegnando egli stesso ai contadini i precetti per migliorare i raccolti. Spesso ricordava loro che Apollo non concesse altro a Falanto che fertili campi e amava ripetere:
Nel campo legislativo promulgò diverse leggi per favorire una più equa distribuzione delle ricchezze, basandola sui principi dell'armonia matematica.

### Uomo di multiforme ingegno
Si interessò di scienza, musica ed astronomia e studiò matematica con Eudosso di Cnido.
La vastità di queste competenze in Archita si spiega con il fatto che la scuola pitagorica concepiva la matematica, o meglio l'aritmogeometria, fondamento della realtà naturale e l'universo come un cosmo, ordinato cioè secondo principi mistico-matematici dai quali si generava un'armonia musicale poiché la musica stessa si basava su precisi rapporti matematici.
(Aristotele, Metafisica, libro alfa, 985b23-986a3)
Non a caso Archita è stato il primo a proporre il raggruppamento delle discipline canoniche (l'aritmetica, la geometria, l'astronomia e la musica nel quadrivium, l'ordinamento che Boezio riprese in epoca medievale).
Infine, la partecipazione alla scuola pitagorica, configurata come una setta mistica, era riservata a spiriti eletti e implicava che gli iniziati che la frequentassero avessero disponibilità di tempo e denaro per trascurare ogni attività remunerativa e che potessero dedicarsi interamente a complessi studi: da qui il carattere aristocratico del potere politico che i pitagorici esercitarono nella Magna Grecia fino a quando non furono sostituiti dai regimi democratici.

### L'amicizia con Platone
Archita conobbe Platone quando, intorno al 388 a.C., il filosofo ateniese soggiornò a Taranto nel suo primo viaggio verso Siracusa, dove ebbe un confronto piuttosto acceso con il tiranno Dionigi I sulla realizzazione di una possibile riforma filosofica del suo governo.
L'amicizia con Archita fu preziosa per Platone quando nel 361 a.C., compiendo questi il suo terzo e ultimo viaggio in Sicilia nel tentativo di realizzare la sua riforma, il nuovo tiranno Dionigi il Giovane lo cacciò dall'Acropoli facendolo vivere nella casa di Archedemo, vicino ai mercenari che mal lo sopportavano. Fu grazie ad Archita, il quale inviò il tarantino pitagorico Lamisco a Siracusa per convincere l'amico Dionigi il giovane a liberare Platone, che il filosofo poté tornare ad Atene.
Lo stesso Platone raccontò così quegli avvenimenti:
(Platone, Lettera VII, 338c.)
(Platone, Lettera VII, 339a.)
(Platone, Lettera VII, 339d.)
(Platone, Lettera VII, 350)
Archita morì a seguito di un naufragio probabilmente nel corso di operazioni di guerra nelle acque di fronte alla città di Matinum (attuale Mattinata sul Gargano) e lì fu sepolto, come riferisce il poeta Orazio:
(Orazio, Odi, I 28)

## Pensiero
Nonostante Archita sia vissuto dopo Socrate, viene considerato un continuatore dei filosofi presocratici, perché appartenne alla Scuola pitagorica e si mantenne aderente al pensiero di Pitagora, tant'è che basò le proprie idee filosofiche, politiche e morali sulla matematica. Al riguardo, infatti, così recitano due suoi frammenti:
(Giamblico, de comm. Math. sc. 11, p. 44, 10. Traduzione di Antonio Maddalena)
(In Corrado Dollo, Istituto e museo di storia della scienza “Archimede”, Firenze, Leo S. Olschki, 1992, p. 30)
Ad Archita sono tradizionalmente attribuiti molti testi spuri, mentre sono sopravvissuti soltanto alcuni frammenti originali, conservati nelle opere di Ateneo e Cicerone e provenienti dai suoi discorsi morali, che delineano un filosofo più originale nel suo pensiero etico rispetto alla dottrina pitagorica e piuttosto influenzato da quella platonica.

## Meccanica
Archita viene considerato l'inventore della Meccanica razionale e il fondatore della Meccanica. Si dice che abbia inventato due straordinarie apparecchiature meccaniche.
Un'apparecchiatura era un uccello meccanico, la famosa «colomba di Archita», l'altra sua invenzione era un sonaglio per bambini. Il primo è descritto dallo scrittore e critico latino Aulo Gellio, e ne tentò la ricostruzione uno studioso tedesco, Wilhelm Schmidt. Pare si trattasse d'una colomba di legno, vuota all'interno, riempita d'aria compressa e fornita d'una valvola che permetteva apertura e chiusura, regolabile per mezzo di contrappesi. Messa su un albero, la colomba volava di ramo in ramo perché, apertasi la valvola, la fuoruscita dell'aria ne provocava l'ascensione; ma giunta ad un altro ramo, la valvola o si chiudeva da sé, o veniva chiusa da chi faceva agire i contrappesi; e così di seguito, sino alla fuoruscita totale dell'aria compressa.
Il secondo giocattolo, la raganella, ebbe fortuna: è ancora in uso e spesso si vede nelle fiere popolari di giocattoli. Nella forma originaria era costituita da una piccola ruota dentata fissata ad un bastoncino. Sulla ruota, da dente a dente, saltava una molla cui era congiunto un pezzo di legno. Aristotele consigliava questo giocattolo ai genitori perché, divertendo e captando l'attenzione dei bambini, li distoglieva dal prendere e rompere oggetti domestici.
Si dice anche che Archita abbia inventato la carrucola e la vite, anticipando Archimede, ma non si hanno conferme storiche a tale riguardo.
Recenti approfondimenti hanno sottolineato il grande contributo dato da Archita alla Meccanica soprattutto con la felice intuizione dell'efficacia della matematica nella risoluzione di problemi meccanici.

## Matematica
Il più importante risultato ottenuto da Archita è una soluzione tridimensionale del problema della duplicazione del cubo. Precedentemente, Ippocrate di Chio aveva ricondotto questo problema ad un problema di proporzionalità: se a è il lato del cubo che si vuole duplicare, allora il problema consiste nel trovare due valori x e y medi proporzionali tra a e 2a, ovvero tali che
{\displaystyle a:x=x:y=y:2a}
Trovati questi due valori, x rappresenta il lato del cubo con volume doppio. La costruzione geometrica utilizzata da Archita per risolvere questo problema è uno dei primi esempi dell'introduzione del movimento in geometria: in esso si considera una curva, conosciuta come curva di Archita, generata dall'intersezione della superficie di un cilindro e di un semicerchio in rotazione rispetto a uno dei suoi estremi.
Archita si dedicò anche alla teoria delle medie, e diede il nome odierno alla media armonica (prima conosciuta come media sub-contraria). Inoltre, dimostrò che tra due numeri interi che sono nel rapporto {\displaystyle {\frac {n}{n+1}}} non è possibile trovare nessun altro intero che sia una media geometrica. Il risultato ha applicazione alla teoria delle scale musicali (vedi sotto).

## Fisica
Apuleio riporta un argomento di fisica trattato da Archita: la natura della riflessione della luce sopra uno specchio. Platone pensa che dai nostri occhi partano dei raggi luminosi che vanno a mescolarsi con quelli che colpiscono lo specchio. Archita concorda col fatto che i raggi partano dai nostri occhi, ma senza combinarsi con alcuna cosa.
Più felici furono le sue deduzioni sul rumore. Egli capì che provenivano dalle vibrazioni prodotte dall'urto dei corpi nell'aria. Da tale scoperta, formulò l'ipotesi che anche i corpi celesti, dotati di continuo movimento, dovessero produrre rumore. Questo rumore però, non sarebbe udibile dai sensi umani, essendo non intervallato, ovvero continuo nel tempo.
Molto interessanti sono gli studi di carattere sperimentale che condussero a conoscere le cause che diversificano i suoni acuti dai gravi, diversità che sono in funzione della rapidità della vibrazione. Tanto più rapida è la vibrazione, tanto più acuto è il suono che ne proviene, e viceversa. Esperimenti furono eseguiti con flauti, zufoli, tamburelli, e si constatò come anche la voce umana seguisse questo principio.

## Musica
Nell'ambito della teoria musicale sviluppata dalla scuola pitagorica (ed esposta per la prima volta da Filolao), tre contributi sono sicuramente dovuti ad Archita.
Il primo è la teoria secondo cui l'altezza dei suoni è determinata dalla loro velocità di propagazione. Secondo Archita, una bacchetta che oscilla più velocemente (oggi diremmo con frequenza più alta) produrrebbe un suono che si propaga con maggiore velocità nell'aria, e che di conseguenza è percepito come "più alto", rispetto a una bacchetta che oscillasse più lentamente. Questa teoria, per quanto non corretta dal punto di vista fisico e percettivo, rappresenta il primo tentativo di attribuire parametri quantitativi alla propagazione del suono, e fu ripresa da molti autori successivi (inclusi Platone e Aristotele).
Il secondo contributo è di natura specificamente matematica. Archita conosceva la relazione fra intervalli musicali e frazioni che conduce alla costruzione della scala pitagorica. Uno dei problemi teorici connessi a quella costruzione era il perché gli intervalli dovessero essere progressivamente suddivisi secondo quelle particolari proporzioni, anziché suddividere semplicemente ogni intervallo in due sottointervalli uguali. Per comprendere la natura del problema si deve ricordare che per definizione gli intervalli musicali si compongono moltiplicando fra loro i rapporti corrispondenti (ad esempio, l'ottava 2:1 si può ottenere componendo una quinta 3:2 con una quarta 4:3, infatti 3:2 x 4:3 = 2:1). Quindi per suddividere un intervallo a:b in due parti uguali si deve trovare il medio proporzionale fra a e b, ossia il numero x tale che a:x = x:b (ciò equivale a cercare la radice quadrata del rapporto a:b). Archità osservò che l'intervallo di doppia ottava (4:1) si può suddividere in due sottointervalli uguali (rappresentati dal rapporto 2:1), ma dimostrò matematicamente che nessun rapporto del tipo superparticulare {\displaystyle {\frac {n+1}{n}}} - genere a cui appartengono tutti gli intervalli fondamentali della scala pitagorica (2:1, 3:2, 4:3, 9:8) - ammette un medio proporzionale fra i numeri interi: quindi nessuno di quegli intervalli può essere suddiviso in due parti uguali (se si mantiene l'ipotesi che ogni intervallo musicale corrisponda a un rapporto fra numeri interi).
Infine, Archita descrisse la costruzione delle scale musicali nei tre generi diatonico, cromatico ed enarmonico. Diversamente dalla scala pitagorica, il tetracordo diatonico proposto da Archita è formato dai rapporti 9:8, 8:7 e 28:27 (quello pitagorico contiene invece due intervalli di tono uguali, 9:8, e un semitono di 256:243). Nel tetracordo cromatico di Archita figurano gli intervalli 5:4, 36:35 e 28:27, e in quello enarmonico gli intervalli 32:27, 243:224 e 28:27. Questi valori sono riportati da Claudio Tolomeo, che (a distanza di oltre 500 anni) afferma che Archita si basò sulla necessità teorica di descrivere tutti gli intervalli consonanti con rapporti superparticulari (e tuttavia nel tetracordo enarmonico figurano rapporti che non appartengono a quel genere). Gli studiosi moderni hanno invece ipotizzato che Archita avesse voluto descrivere matematicamente le scale musicali effettivamente in uso nella pratica a lui contemporanea, sulla base dell'osservazione diretta delle tecniche di accordatura usate dai musicisti.

Archita si propose di superare il problema dei commi musicali. Affermò che l'ottava poteva essere divisa in 12 semitoni uguali ed indicò un divisore che ne consentisse la partizione, cioè un numero prossimo ad un terzo di л. In effetti il divisore dell'ottava della scala temperata, la radice dodicesima di 2 =1,0594630943592…. è prossima a л/3=1,0471975 postulato sia da Archita che da Aristosseno. La divisione dell'ottava a cui Archita pervenne è la seguente: л/3, Л 4/11, Л 3/8, Л 2/5, Л 3/7, Л 5/11, Л 9/19, л/2 , Л 7/13, Л 4/7,Л 3/5
Л 7/11, nell'ordine: seconda minore, seconda maggiore, terza minore, terza maggiore, quarta giusta, quarta eccedente, quinta giusta, sesta minore, sesta maggiore, settima minore, settima maggiore, ottava. Il divisore proposto da Archita porta a differenze con la scala temperata dell'ordine delle decine di centesimi di semitono.

## Astronomia
È trattata da Archita in un passo di Eudemo da Rodi nel suo commento alla Fisica di Aristotele, nel quale si discute il problema della dimensione dell'universo. Per Archita l'universo è infinito, poiché, egli dice: